# Bültzingslöwen zu Haynrode
Zwischen 1400 und 1430 erwarben die Bültzingslöwen drei, im Lehnsbesitz der Adelsfamilien von Asla und der von Osterode befindliche Güter in Haynrode und hielten die obengenannten Besitzungen in den umliegenden Siedlungen. Die Höfe in Haynrode bauten sie als komfortable Rittersitze aus. Hermann (IX) übernahm dort etwa 1409 die Führung des im westlichen Ortsteil gelegenen Oberhofes, Siegfried (IX) um 1411 des Mittelhofes und des in seiner Lage nicht bekannten Hinterhofes.

## Geschichte der Bültzingslöwen zu Haynrode
In den Jahren 1459 und 1463 brachte der Mainzer Erzbischof Adolf II. von Nassau Siegfried d. J. (X) aus dem Mittel- / Hinterhof-Stamm (urkundlich auch Sifert genannt) in den Besitz eines Viertelpfandes an der Burg Bischofstein, auf der er als Burgmann agierte. Diese Pfandschaft bestand bis 1574. Zudem hielt Sifert bereits 1448 (bis 1520) das Vogtsamt von Scharfenstein gemeinsam mit den Herren von Wintzingerode und von Enzenberg, sowie 1469 ein rechtes Mannlehen mit einem Burglehen und verschiedenen anderen Liegenschaften.
Das Eichsfeld wurde damals bereits seit mehr als 300 Jahren von den Grafen von Hohnstein als Lehensnehmer der Staufer beherrscht. Die Bültzingslöwen erhielten ihrerseits in der 12. Generation am 1. Mai 1515 von dem hoch verschuldeten Grafen Volkmar Wolf von Hohnstein aus der Linie Lohra-Klettenberg mit Sitz auf Burg Lohra die rechtliche Belehnung der bereits Ende des 14. Jahrhunderts in Besitz genommenen Dörfer, Güter und Ländereien des Gemeinde- und Gutsbezirks Haynrode mit allen Nutzungen, nebst Gericht und Recht über Hals und Hand, oberst und niederst. Hierzu zählte auch das Kirchenpatronat, das sie mehr als 250 Jahre behielten. Haynrode war begrenzt im Süden durch den Königlichen Forst Harburg, im Osten von den Gemeindebezirken Buhla und Wallrode (Grafschaft Hohnstein), im Norden von den Bezirken Neustadt, Bischofferode und Holungen (Kurfürstlich Mainz) und im Nordwesten von dem Gemeindebezirk Kaltohmfeld und den Gutsbezirken Adelsborn und Bodenstein (Wintzingerode).
Der Mittel-Hinterhof wurde 1515 getrennt: Rudolf d. Ä. (XII), Hauptmann zu Duderstadt und zu Mühlhausen und Amtmann in Bischofstein, führte den Haynröder Mittelhof und dessen Bruder Heinrich d. J. (XII), Gräflich Hohnsteinischer Marschall auf Burg Lohra, den Hinterhof. Zu dieser Zeit waren die Bültzingslöwen Pfandherren des Amtes Harburg-Worbis, eines Viertels des Amtes Bischofstein (beide bis 1574) sowie des Amtes Greifenstein, das um 1539 durch Kurfürst Albrecht mit 600 Gold-Gulden wieder eingelöst wurde. Auch die Hasenburg war 1515 Lehnstück der Bültzingslöwen mit aller Zubehör und Gerechtigkeit, sowie Bischhagen, Lichtenhagen, Schönau und Glasehausen während des 16. bis 19. Jahrhunderts Lehn- und Gerichtsdörfer der Bültzingslöwen.
Bereits 1515 entzündete sich um den Besitz der im Norden der Gemarkung gelegenen Siedlungsstelle Salmerode ein jahrzehntelanger Streit zwischen den Grundherren des Oberhofes und den Hohnsteiner Patronatsherren. Salmerode ging schließlich im 16. Jahrhundert in der Gemarkung Haynrode auf. Ob diese, später als Wüstung bezeichnete Siedlung bei einer Pestepidemie ausstarb, konnte nicht geklärt werden. Über mehr als 60 Jahre (1544–1610) stritt die Hinterhof-Linie mit denen von Wintzingerode und deren Hohnsteiner Lehnsherren um die vermeintlich angestammten Waldrechte im Ohmgebirge.
Die Haynröder Gutsherren besaßen über ihre Bauern, Hintersiedler und Bürger die Zins- und Lehnsgerichtsbarkeit. Erbzinsen auf den Grundbesitz, Dienstgeld und regelmäßige Naturalienabgaben waren zu leisten. Hinzu kamen beträchtliche Frondienste, die entsprechend der Größe des jeweiligen Besitzes zu erbringen waren. Land-, Wald- und Bauarbeiten waren zu verrichten, die Äcker ihrer Lehnsherren zu bestellen, die Ernte einzubringen, Holz zu schlagen, Fuhr-, Jagd- und Handdienste und zu leisten. Im Zuge des bäuerlichen Aufruhrs wurde im Bauernkrieg am 15. Mai 1525 der Herrensitz derer von Bültzingslöwen, die Harburg, von aufständischen Mühlhäuser Bauern verwüstet und geplündert. Auch die Rittersitze derer von Bültzingslöwen in Heygenrode werden ausgeraubt. Nach Friedensschluss entschädigte die Stadt Mühlhausen die arg geschädigten eichsfeldischen Edelleute. Die Bültzingslöwen erhielten 1.200 Gulden. Der Adel ging schonungslos gegen die Aufständischen vor und ließ die Rädelsführer hinrichten. Die Bültzingslöwen’sche Gericht in Worbis ließ den langen Jakoff hängen. Frondienste und Abgaben wurden 1561 weiter erhöht.

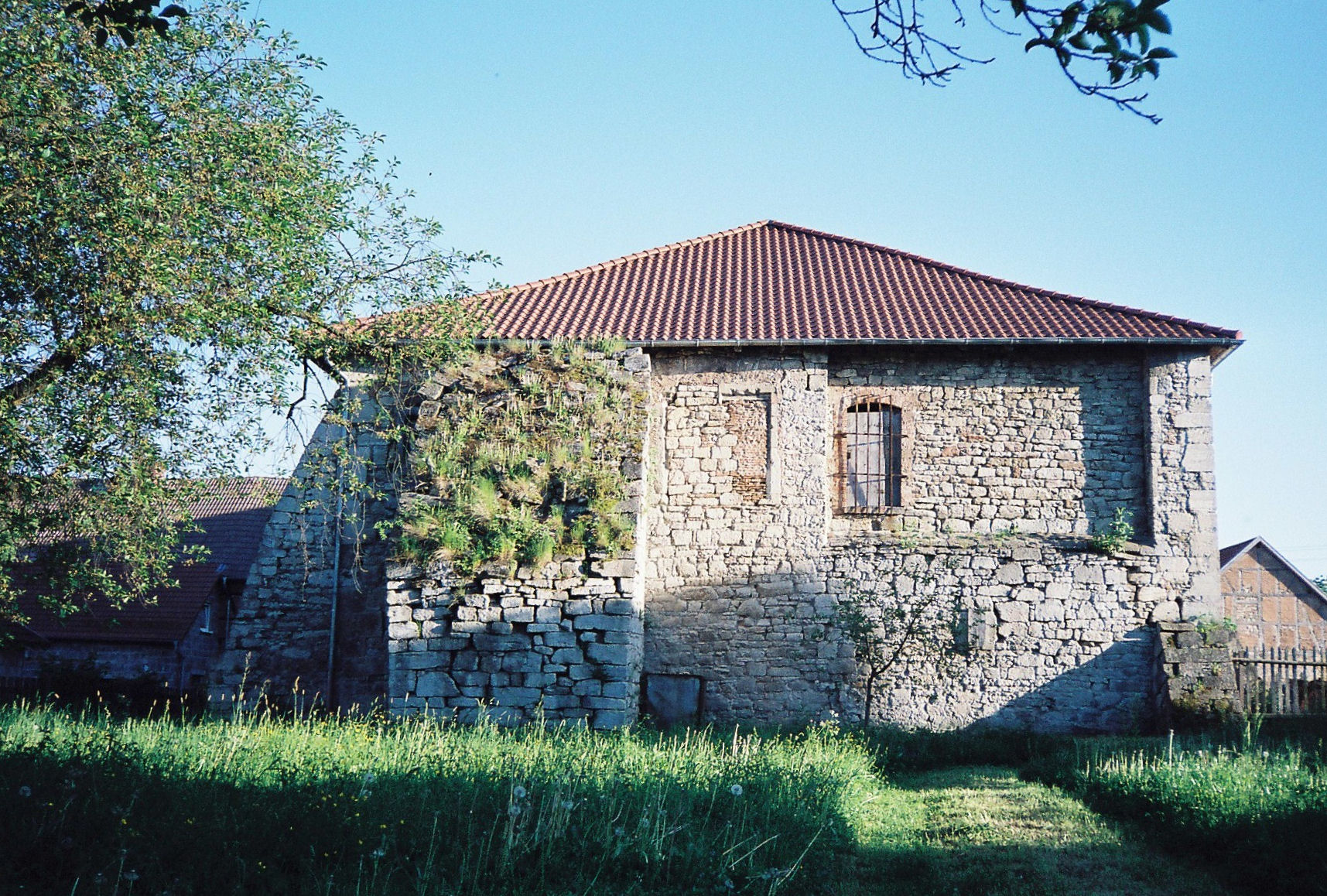
Steinernes Haus aus Nord

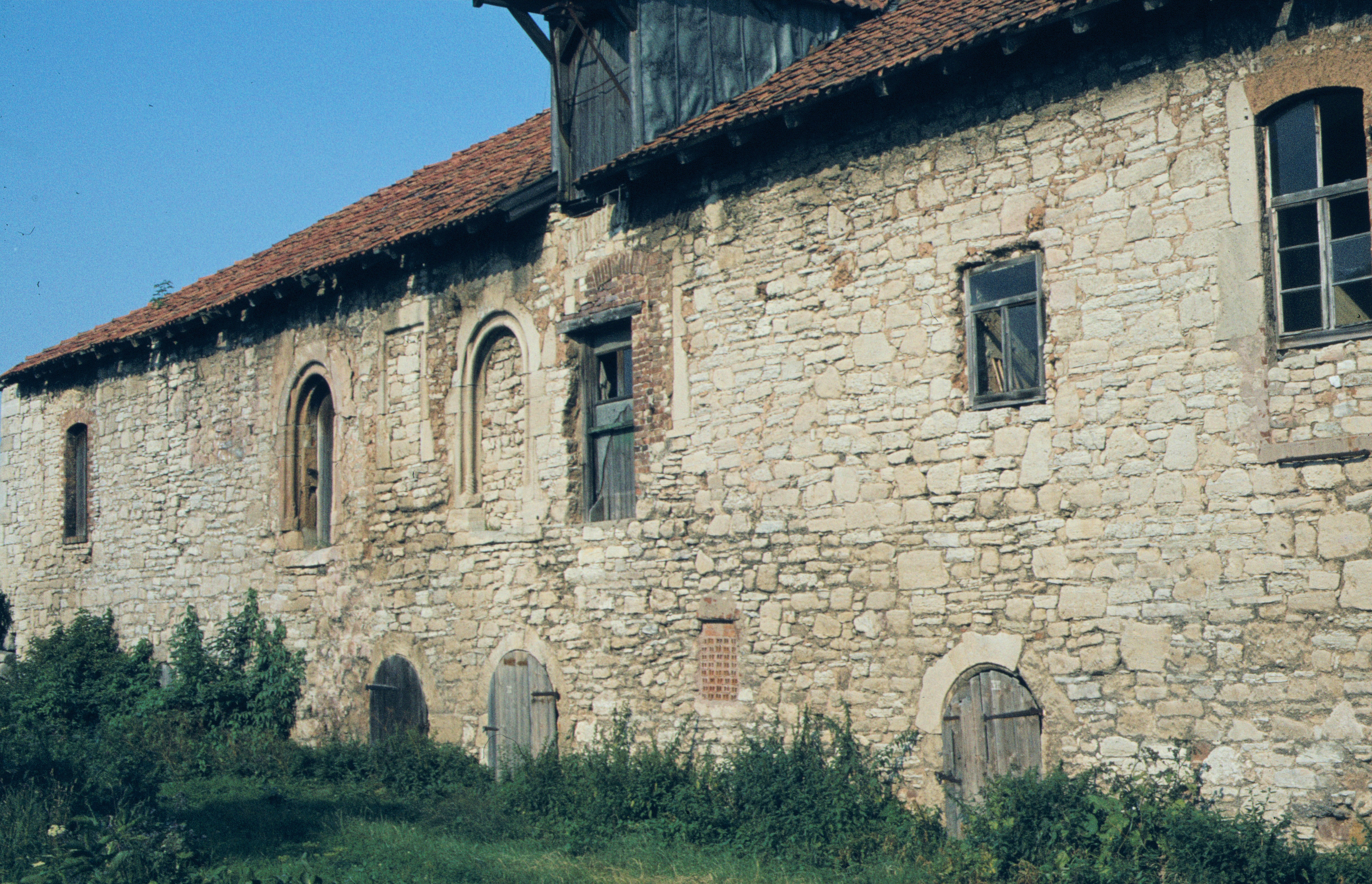
Steinernes Haus aus West

Nach der Verwüstung ihres Stammsitzes siedelten die Bültzingslöwen unter den Brüdern Rudolph (XII) und Heinrich (XII) nach Haynrode über. Die Harburg wurde als Steinbruch freigegeben und ganze Bauelemente beim Aufbau des Haynröder Mittelhofes, der Patronatskirche St. Anna und des Junkerhofes in Worbis verwendet: Auf dem Mittelhof entstand 1525 bis etwa 1535 der Herrensitz, ein mächtiges Langhaus unter dem Baumeister Hans Kilian aus Sollstedt, das heute als das Steinerne Haus bezeichnete Wohn-, Verwaltungs- und Patrimonialgebäude. Nach dem Brand 1847, dem Aussterben der Mittelhof-Linie und der fast völligen Zerstörung des Gebäudes im Jahre 1891 diente es als Zehntspeicher. Der ursprünglich dreistöckige Kalksteinbau, dessen ebenerdige Gewölbestruktur und das darüber liegende erste Obergeschoss mit seinen massiven Mauern erhalten geblieben waren, wurden wieder instand gesetzt und eingedeckt. Das zweite Obergeschoss und die beidseitigen, mittelalterlichen Stufengiebel waren eingestürzt oder wurden abgetragen. An der Westseite des Gebäudes führte ein steinerner Anbau in die oberen Geschosse. Sehenswert sind hier noch spätgotische Portale und Fenster.
Der Mittelhof ist in seiner Struktur mit den um einen zentralen Platz liegenden Gebäuden noch heute gut erkennbar. Außer dem Steinernen Haus, dem Herrenhaus, liegen hier das gut erhaltene Wohn- und Verwaltungshaus des ehemaligen Gutspächters und mehrere große Scheunen und verschiedene Wirtschaftsgebäude. Diese Gutsanlage bezeugt noch heute eindrucksvoll die große Orts- und Familiengeschichte der Bültzingslöwen in Haynrode.

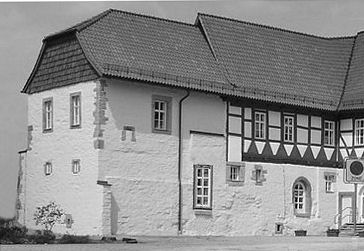
Teilansicht (Nordost-Flügel) des Patrimonialgericht-Gebäudes der Bültzingslöwen im 16. Jahrhundert, in Worbis

In der Bauzeit des Herrenhauses entstand unter dem Kirchenpatronat der Bültzingslöwen westlich des Mittelhofes die Dorfkirche St. Anna. Verschiedene Bauteile entstammen „wohlmöglich dem Burg-Palas einer bischöflichen Stiftskapelle auf der Harburg“, denen auch die Lanzettbogen-Eingangsportal der Kirche zuzuordnen ist. Die große Kirchenglocke mit Inschrift und der Jahreszahl 1502 stammt ebenfalls aus der großen Zeit auf der Harburg. In der Kirche findet sich ein Ritterepitaph mit Wappen und der Jahreszahl 1526. Zwischen Kirche und Schule war die Erbbegräbnisstätte der Patronatsfamilie von Bültzingslöwen angelegt worden, die heute nicht mehr vorhanden ist. Mitte des 16. Jahrhunderts errichteten die Bültzingslöwen in Worbis auf der Stätte der Burg den Junkerhof. Das mehrstöckige Wohn- und Gerichtshaus wurde von 3 Generationen der Haynröder Adelsfamilie bewohnt und bewirtschaftet. In dem später als Rentamt benannten Gebäude befand sich bis 1624 der Sitz des mit bestellten Richtern besetzten Harburger Gerichtes.

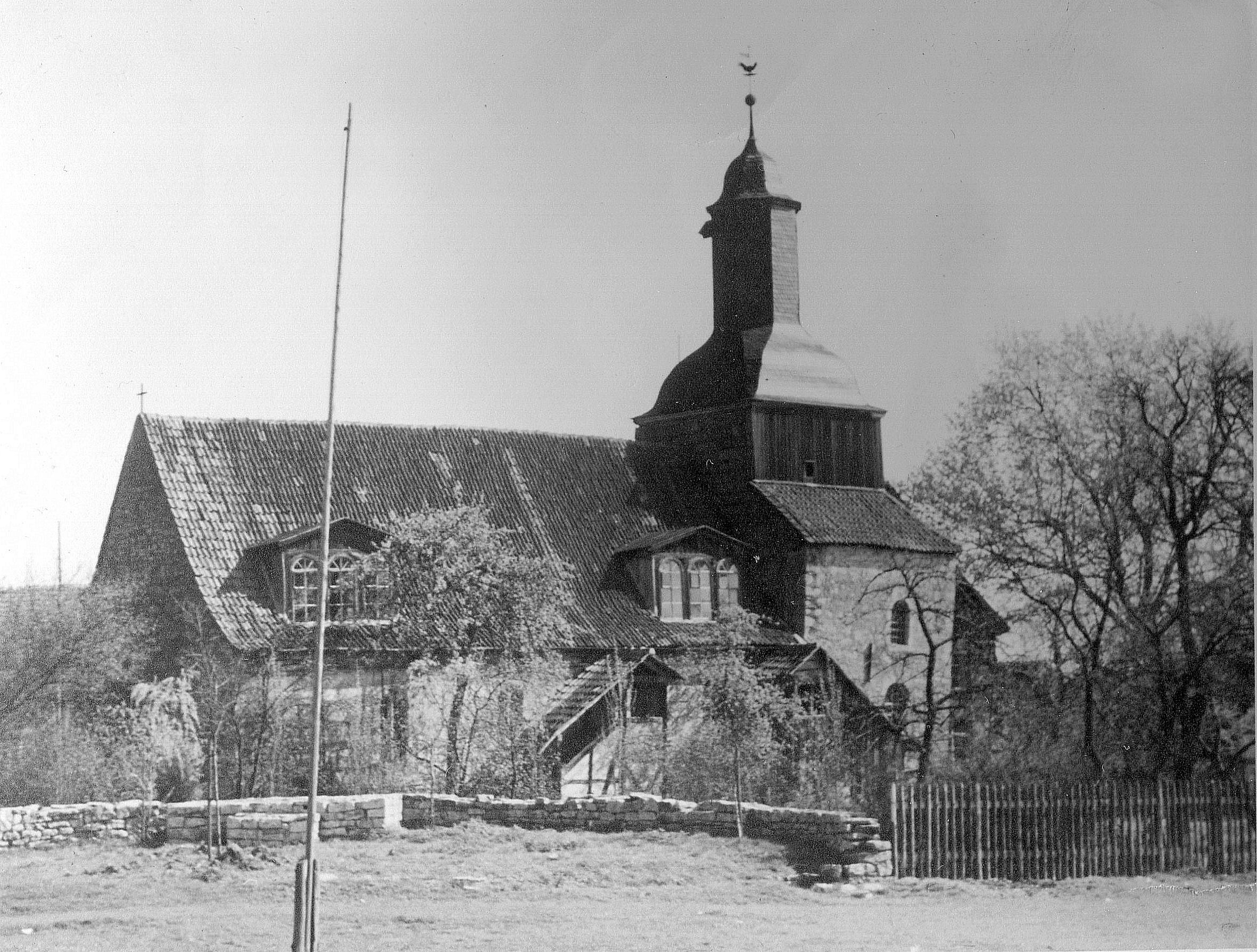
Kirche St. Anna aus Südwest (1940)

1532 war Siegfried (VII) vom Oberhof Mainzer Amtmann des Eichsfeldes, 1537 Stadthauptmann in Mühlhausen, sein Bruder Heinrich, Marschall beim Grafen Ernst von Hohnstein. Erzbischof Albrecht löste 1533 die erste Lehnshälfte an der Burg Bischofstein mit 500 Goldgulden bei den Bültzingslöwen wieder ein. Eine vom 28. Oktober 1543 datierte Lehnsurkunde des Grafen Ernst von Hohnstein beinhaltet wiederum die bereits 1515 erteilten Pfandrechte. Damit wurde Haynrode eine Hohnsteiner und damit lutherische Exklave im umliegenden Kurmainzer Eichsfeld. Gegen Ende der Errichtung des Herrensitzes in Haynrode erreichte die Reformationsbewegung das Eichsfelder Land. Der Adel hatte bereits ab 1499 seinen Nachwuchs mit Vorliebe auf die Universität Erfurt gesandt, wo antikirchlicher Geist herrschte. Unter ihm befand sich auch Siegfried von Bültzingslöwen (XII). Aus den ansässigen Adelsgeschlechtern wandten sich als erste 1525 Christoph von dem Hagen auf Burg Deuna und 1531 Conrad von Hanstein der Reformation zu. Für die Ausbreitung der Reformation sind auch die Bültzingslöwen unablässig tätig. Sie schlossen sich der neuen Lehre an und sorgten nach Kräften für deren Verbreitung. 1546 waren die meisten Dörfer der Haynröder Bültzingslöwen und ihres Amtsbezirkes Harburg-Worbis lutherisch. Namentlich bekannten sich der Stammvater des Hinterhofes, Heinrich (XII), und Philipp aus der Mittelhof-Linie zum neuen Glauben. Auch dem Oberamtmann des Eichsfeldes, Siegfried (XII) vom Oberhof, wurde nachgesagt, dass er 1548 die lutherische Religionsausübung geduldet hat. Nach Ablehnung des Passauer Vertrages beteiligten sich die von Bültzingslöwen am Zweiten Markgrafenkrieg. Dabei fielen am 9. Juli 1553 auf Seiten von Albrecht II. Alcibiades in der letzten und blutigsten Schlacht dieser Auseinandersetzung, der Schlacht bei Sievershausen, der Stammvater des Mittelhof-Stammes Rudolf (XII) und dessen Söhne Rudolph und Hermann. Als Streitpunkt zwischen Kurmainz und dem Eichsfelder Adel entwickelte sich die Ablösung der katholischen Priester durch evangelische Geistliche. Gar manche von ihnen werden 1549 bereits seit längerer Zeit vom Adel ohne Mitwirkung des Kurmainzer Kommissars berufen und mit Pfarrstellen belehnt. In den Gerichts- und Patronatsdörfern der Bültzingslöwen betraf dies neben Haynrode weitere Gemeinden des Amtes Harburg-Worbis, sowie Gernrode, Breitenbach, Niederorschel, Glasehausen, Bischhagen und Schönau. Im Kloster Walkenried wurde am 27. März 1556 von den Grafen von Hohnstein in einer Versammlung der Ritterschaft, der Pfarrherren und der Kirchendiener beschlossen, am Augsburger Glaubensbekenntnis unverbrüchlich festzuhalten. Als im Bleicheröder Vertrag von 1573, in welchem Graf Volkmar Wolf von Hohnstein seine Rechte auf den benachbarten Bodenstein an Mainz abtrat, bewilligte Kurfürst Daniel den Hohnsteinern den ruhigen Besitz ihres hergebrachten Rechts an Hainrode ungeachtet verschiedener Grenzirrungen.
Die Visitation durch den Kurfürsten Daniel im Juni 1574 bedeutete für das Eichsfeld den Beginn der Gegenreformation. Das Festhalten des Eichsfelder Adels am neuen Glauben, veranlasst den Kurfürsten nicht nur zum Vorgehen gegen die Wintzingeröder auf dem Bodenstein, sondern auch gegen die Bültzingslöwen: Am 25. Juni 1574 erfolgte die Wiedereinlösung der 194 Jahre währenden Pfandschaft der Bültzingslöwen am Amt Harburg-Worbis mit dem Gericht in der Stadt Worbis und seinem großen Gerichtsbezirk sowie die zweite Hälfte am Bischofstein. Der Kurfürst beseitigte so die fast unbeschränkte Gewalt der von Bültzingslöwen in diesem Gebiete, deren Fortdauer die Rekatholisierung der demselben angehörigen Orte wesentlich erschwert haben würde. Eine für die verlorenen Pfründen gewährte Abfindung von etwa 15.000 Thaler, verwendeten die Bültzingslöwen zum Ausbau ihrer Höfe in Haynrode.
An das Schicksal ihrer Hohnsteiner Lehnsherren und deren erbverbrüderten Grafen von Schwarzburg-Sondershausen gebunden, verloren die Haynröder Bültzingslöwen zudem mit dem Tod des kinderlosen Grafen Ernst VII. von Hohnstein 1593 die Pfandrechte an den Gütern und Gehölzen an und um den Ohmberg, die sie vor nahezu 400 Jahren von den Hohnsteinern erhalten hatten. Nach mehrmaligem Wechsel der Pfandschaft erhielten die Bültzingslöwen diese jedoch schließlich 1632 mit allen vormals zustehenden Rechten, Nutzungen und Gerichten unter Christian Günther I. aus dem Hause Schwarzburg-Sondershausen zurück.
Zu Beginn des 17. Jahrhunderts (1610) errichtete der aus dem Mittelhofes kommende Caspar von Bültzingslöwen (XIV), den Unterhof. Der hier errichtete Gutshof ist heute kaum mehr erkennbar. Das Gelände ist von GRIWE Werkzeug Produktions GmbH mit ausgedehnten Werksgebäuden überbaut, das Gutsschloss von 1812 dient – als solches nicht mehr erkennbar – der Firmenverwaltung. Teile des Schlossparks sind noch vorhanden und zugänglich.
Obwohl das Patronat manchen Adeligen wegen widerrechtlicher Anmaßung oder wiederholtem Missbrauch entzogen war, zählten die Bültzingslöwen zu dieser Zeit noch zu den Patronatsherren von Haynrode, Gernrode und Breitenbach, wohingegen ihnen das Besetzungsrecht in Niederorschel nach 1549 entzogen worden war.
Der Dreißigjährige Krieg brachte für die Dörfer im Amt Harburg-Worbis große Verwüstungen, Plünderungen und Kontributionen an die mehrfach durchziehenden oder Quartier nehmenden Truppen beider Seiten. Während alle Nachbardörfer mehrfach und stark von Unheil betroffen wurden, findet Haynrode nur einmal wegen einer Einquartierung Erwähnung. Grund hierfür ist möglicherweise, dass die Bültzingslöwen mehrmals Schutzbriefe für sich und ihre Gerichtsuntertanen ausstellen ließen. Der einzige Bültzingslöwe, der im gesamten Kriegsgeschehen namentlich erwähnt wird, ist Philipp von Bültzingslöwen (XIV) aus dem Mittelhof, der für den Schutz von Duderstadt tätig war. Er legte am 22. Februar 1628, als die Stadt dem Kurfürsten Georg Friedrich von Greiffenclau den Huldigungseid leistete, sein Amt nieder, da er seinen lutherischen Glauben nicht ändern wollte.
In der Zeit des Siebenjährigen Krieges dienten neun Mitglieder der Familie in Königlich-Preußischen und Fürstlich Schwarzburgischen Diensten. Otto Wilhelm (XVIII) fiel 1757 bei Collin. Die Bevölkerung des Amtes Worbis litt erneut unter durchziehenden und quartiernehmenden Truppen, Kontributionen und Plünderungen französischer (1757/58), kaiserlicher (1758), braunschweigischer (1759), preußischer (1760/61), erneut französischer (1760/1761), hessischer (1762/63) und wiederum preußischer (1763) Kontingente. Nach der Hungersnot 1767 brach schließlich 1771 der Hungertyphus aus.
Im Zuge der Napoleonischen Kriege kam zum 1. Januar 1808 die Aufhebung der Lehnsverfassung und der Patrimonialgerichtsbarkeit in Gang. Unter der nachfolgenden preußischer Herrschaft wurde Haynrode am 15. Juni 1816 aus der Pfandschaft der Grafen von Schwarzburg–Sondershausen entlassen und dem preußischen Eichsfeldkreis Worbis eingegliedert. Die Hofherren traten ausnahmslos als hochrangige Offiziere in den Königlich Preußischen Militärdienst ein: In der 18. Generation findet sich der erste Eintrag eines königlich-preußischen Offiziers aus der Unterhof-Linie. Am 15. September 1835 wurde der Kreisdeputierte und Schwarzenburgische Regierungsrat a. D. Karl Eduard Levin von Bültzingslöwen (XIX) zum Königlich-Preußischen Landrat des Kreises Worbis ernannt. Er verlegt am 4. Mai 1836 das Landratsamt von Großbodungen in das Schloss auf dem Haynröder Unterhof. Das Amt bleibt auch nach seinem Tode bis 1846 in Haynrode.
Nach dem Erlöschen des Mannesstamm der Bültzingslöwen zu Haynrode heiratete Maria Theresia von Bültzingslöwen (XXI) aus der Hinterhoflinie am 14. Juli 1874 den sächsischen Major Otto von Klüchtzner. Der Baron residierte im Haynröder Schloss des Unterhofes und logierte mit Ehefrau im Jagdhaus Marienthal. Sohn Wilko von Klüchtzner, geboren am 14. Oktober 1877 in Haynrode, fungierte ab 1898 als Vertreter der Besitzer des mit dem Unterhof verbliebenen Rittergutes. Er verließ Haynrode nach dem Einzug der russischen Besatzungsmacht 1945 und verstarb am 1. Januar 1956 in Bad Oeynhausen.

## Genealogie der Bültzingslöwen zu Haynrode

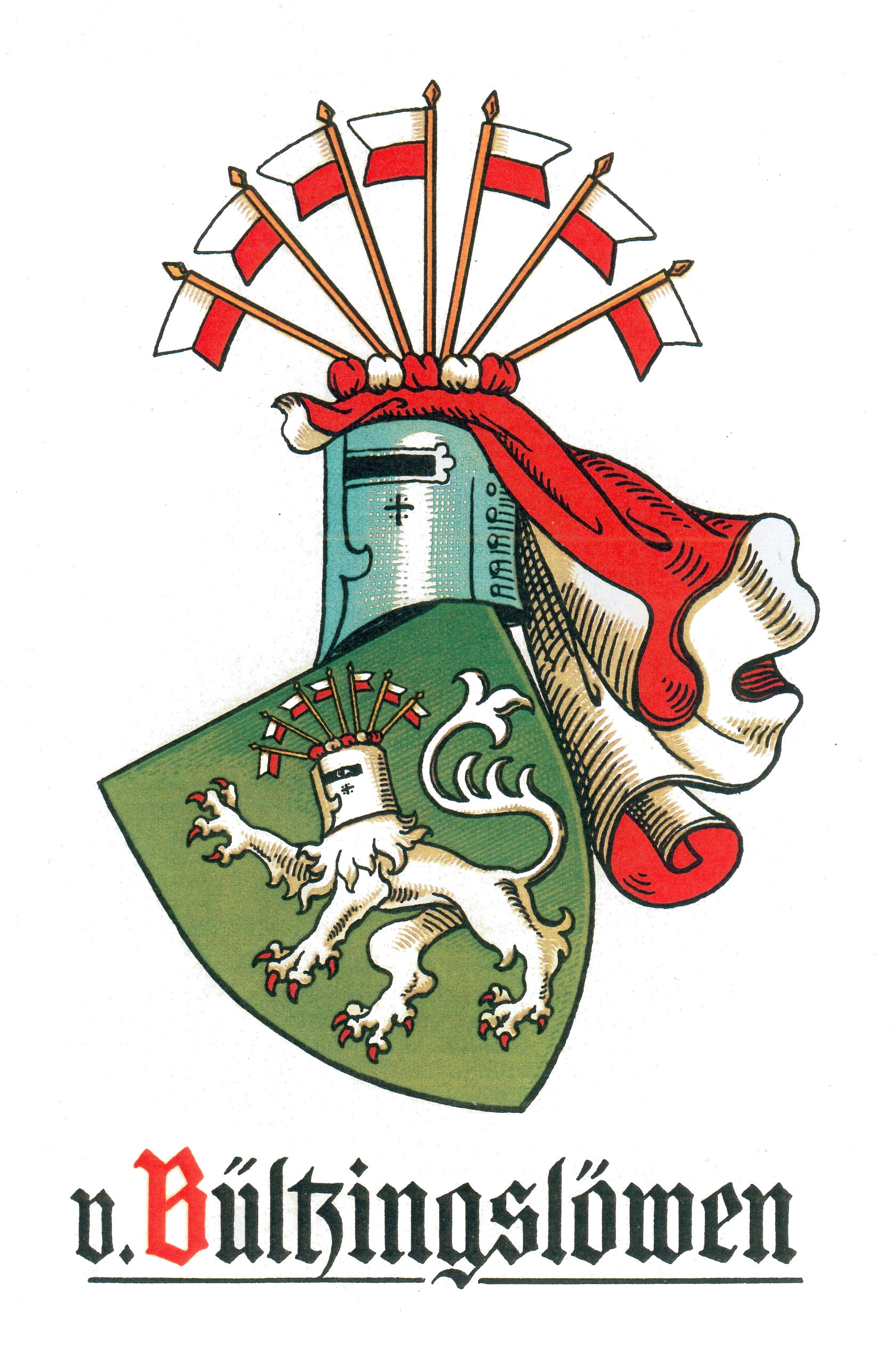
Wappen derer von Bültzingslöwen zu Haynrode

Aus der im Auftrag des Generaloberarztes Kurt von Bültzingslöwen erarbeiteten Stammtafel der Herren von Bültzingslöwen ergibt sich der nachstehende, zusammengefasste genealogische Überblick des Eichsfelder Urstammes und der Haynröder Stammeslinien.
Das thüringische Uradelsgeschlecht derer von Bültzingslöwen erscheint im Ohmberg-Harburger Stammbaum in der Generation I mit Hermann (I) von Bültzingslöwen (* um 1170). Als hervorragender Vertreter der Urväter gilt der als der Herr auf Harburg erfasste Siegfried (IV), (* um 1250), der als Vater des Ohmberg-Harburger-Stammes zu bezeichnen ist. Dieser Stamm besteht über etwa 230 Jahren und acht Generationen bis hin zur Übernahme bzw. Gründung der ersten Höfe in Haynrode.
Herman (IX) und Siegfried (IX) von Bültzingslöwen, beide geboren um 1400, gelten als die Gründerväter der eigentlichen Haynröder Stämme: Der Oberhof-Stamm-I mit Stammvater Hermann (IX) besteht acht Generationen bis etwa 1700, setzt sich fort im 2. Ast aus der Hinterhöfer Linie mit Christian Wilhelm (* 1688) und erlischt nach insgesamt zehn Haynröder Generationen und 370 Jahren in Generation XIX mit Johann Philipp Rudolf von Bültzingslöwen (* 1757, † um 1800). Innerhalb des Oberhof-Stammes finden sich drei Generationen (XII–XV) in Stadt Worbis und Kirchworbis, die ab 1538 auf dem Bültzingslöwen’schen Junkerhof lebten.
Im Mittelhof-Hinterhof-Stamm-II  mit Stammvater Siegfried (IX) erfolgt nach vier Generationen eine getrennte genealogische Entwicklung in zwei Hof-Linien: Die Mittelhöfer Linie wird Anfang des 16. Jahrhunderts gegründet durch Rudolf (XII, * um 1495). Aus dieser Linie entwickelt sich in Generation XIV der 1. Mittelhöfer Ast unter Philipp (* 1579) und in der Generation XVIII zwei Zweige: Der 1. Zweig mit Stammvater Eggert Ludwig Friedrich (* 1732) stirbt mit August Ludwig (* 1806, † 1854) in Generation XX in Haynrode aus. Unter dem Stammvater Heinrich Leopold (* 1752) wird ein 2. Zweig wird in Generation XVIII ausgewiesen, der in Generation XX mit Leopold Ernst (* 1818, † 1820) im Haynröder Mannesstamm erlosch. Der Mittelhöfer Stamm hatte demnach in Haynrode 464 Jahre über 11 Generationen Bestand.
Die Hinterhöfer Linie wird nach gemeinsamem Bestand im Mittelhof-Hinterhof-Stamm-II in Generation XII von Heinrich (* 1503) angeführt und erfährt in der Generation XVII im 1. Ast mit Johann Wilhelm (* 1685) ihre Fortsetzung. Mit Ludolph Wilhelm Friedrich August (* 1805, † 1869) stirbt dieser Ast der Hinterhöfer Linie in Generation XX in Haynrode aus. Nach etwa 479 Jahren und 11 Generationen gilt die Hinterhöfer als die zeitlich längste Haynröder Linie derer von Bültzingslöwen. Infolge der Heirat von Maria Theresia von Bültzingslöwen (* 1852) aus Generation XXI mit Otto von Klüchtzner wird die Linie in Haynrode durch das Adelsgeschlecht derer von Klüchtzner bis Kriegsende 1945 weitergeführt.
Die Unterhöfer Linie entsteht im 2. Mittelhöfer Ast der Generation XIV und stellt mit ihrem Stammvater Caspar von Bültzingslöwen (* 1581) die 1. Unterhof-Linie dar, die über fünf Generationen bis Anton Günther Friedrich (Generation XVIII, † 1783) in Haynrode Bestand hat. Stammvater der 2. Unterhof-Linie wird Johann Levin Friedrich (Generation XVII, * 1757) aus dem Mittelhof. Der Letzte Vertreter der Unterhöfer Linie ist Karl Eduard Levin von Bültzingslöwen († 1843) aus Generation XIX. Mit 262 Jahren in fünf Generationen stellt diese die kürzeste Linie der Haynröder Bültzingslöwen dar.

## Rittergüter in Haynrode
Die Herren von Bültzingslöwen errichteten auf den von ihnen im 15. Jahrhundert erworbenen Besitz mehrere Güter, den späteren den Oberhof, den Mittelhof, den Hinterhof und den Unterhof. 1515 erfolgte die Belehnung der Güter durch die Grafen von Hohnstein mit allen Besitz, dem Dorf, der Gerichtsbarkeit und dem Patronatsrecht der Kirche. Mitte des 19. Jahrhunderts wurden alle Güter zu einem Besitz vereint.

### Oberhof
Der Oberhof befand sich im Dorfkern nordöstlich der Kirche. Hermann von Bültzingslöwen erwarb ihn 1409, Anfang des 16. Jahrhunderts besaß ihn Siegfrid VII., der 1532 Amtmann auf dem Rusteberg wurde. Im 18. Jahrhundert brannte das Gut nieder, später wurde auf dem Gelände ein Bauernhof errichtet.

### Unterhof
Am östlich Ortsausgang befand sich das Rittergut des Unterhofes, auch Schloss genannt. Anfang des 19. Jahrhunderts wurde das Gut mit Schlosscharakter umgestaltet und eine große Parkanlage mit Teich fertiggestellt. Von 1834 bis 1845 war Karl von Bültzingslöwen Landrat des Kreises Worbis, das Gut diente damit gleichzeitig als Landratsamt. Der Unterhof war bis 1945 der Wohnsitz der Familie Klüchtzner. 1945 wurden alle Gütsteile enteignet, im Unterhof wurde danach eine Schule eingerichtet. Später siedelte sich dort ein Nordhäuser Industriebetrieb, heute ist es Sitz eines Autotelezulieferers.

### Mittelhof und Hinterhof
Siegfried erwarb 1411 das Areal am südlichen Dorfrand und Rudolf und Heinrich von Bültzingslöwen erbaut nach 1525 das Steinerne Haus, nachdem im Bauernkrieg die nahe Harburg als Stammsitz zerstört wurde. Die Harburg wurde schließlich abgetragen und große Teile des Baumaterials wurden zum Bau der Steinernen Hauses und der Kirche verwendet. Noch heute sind einige Tür- und Fensterbögen aus spätgotischer Zeit vorhanden, an einem Stein an der Außenmauer ist die Jahreszahl 1535 eingemeißelt. Das massive Gebäude war Wohn und Verwaltungssitz der Adelsfamilie. Das massive Gebäude wurde im Laufe der Jahrhunderte mehrfach durch Brände zerstört und wieder aufgebaut, die ursprüngliche Größe ist aber nur zu erahnen. Nach 1945 wurde das Steinerne Haus als Büro- und Lagergebäude genutzt. Zurzeit werden Erhaltungs- und Sicherungsmaßnahmen am Gebäude durchgeführt, um eine dauerhafte Erhaltung zu sichern. Unweit des „Steinernen Hauses“ befinden sich noch ein ehemaliges Gutsverwalterhaus, einige Wirtschaftsgebäude und kleine Reste der Gutsmauer.

## Bilder

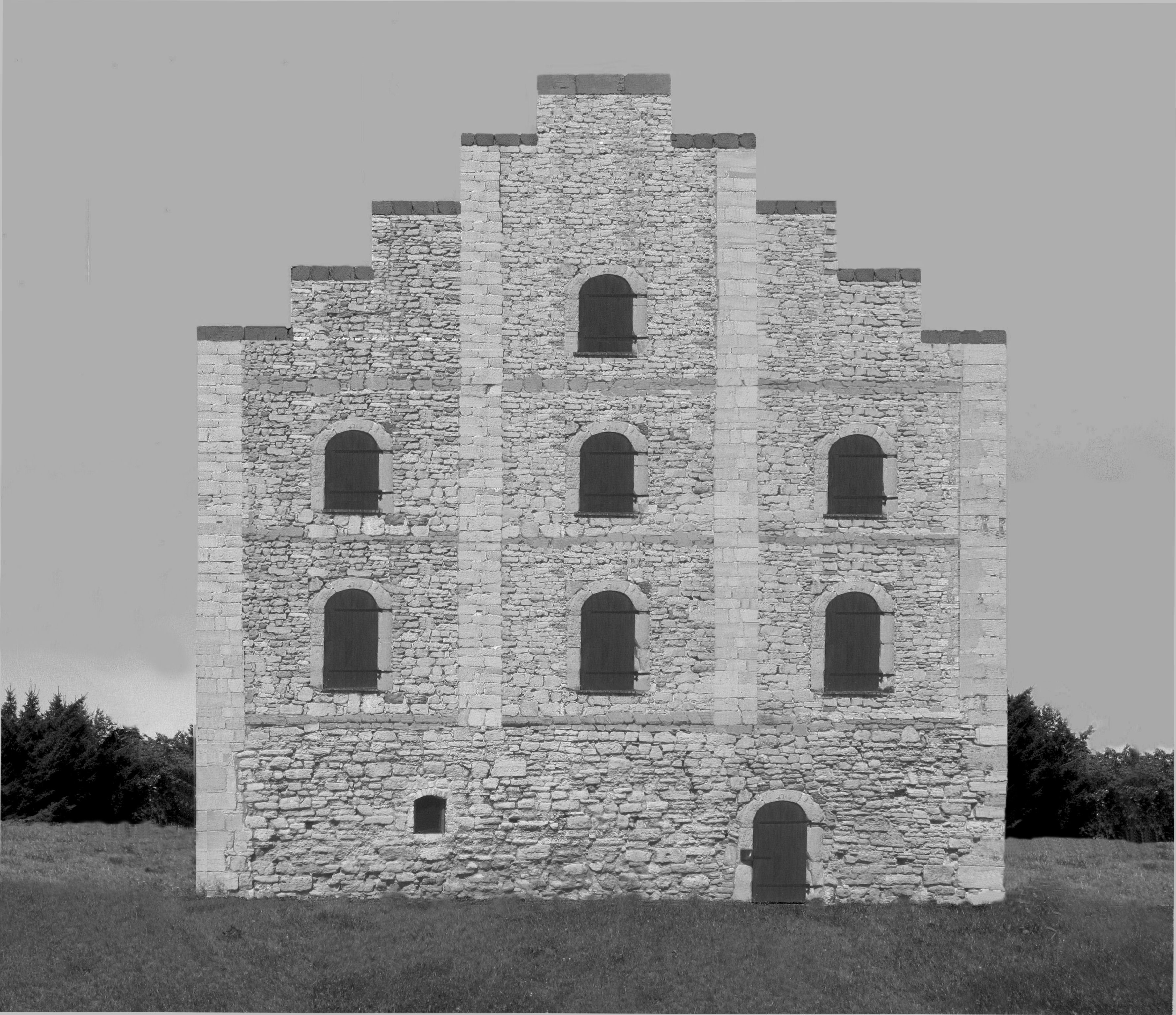
Südfassade des Herrenhauses (Rekonstruktion)
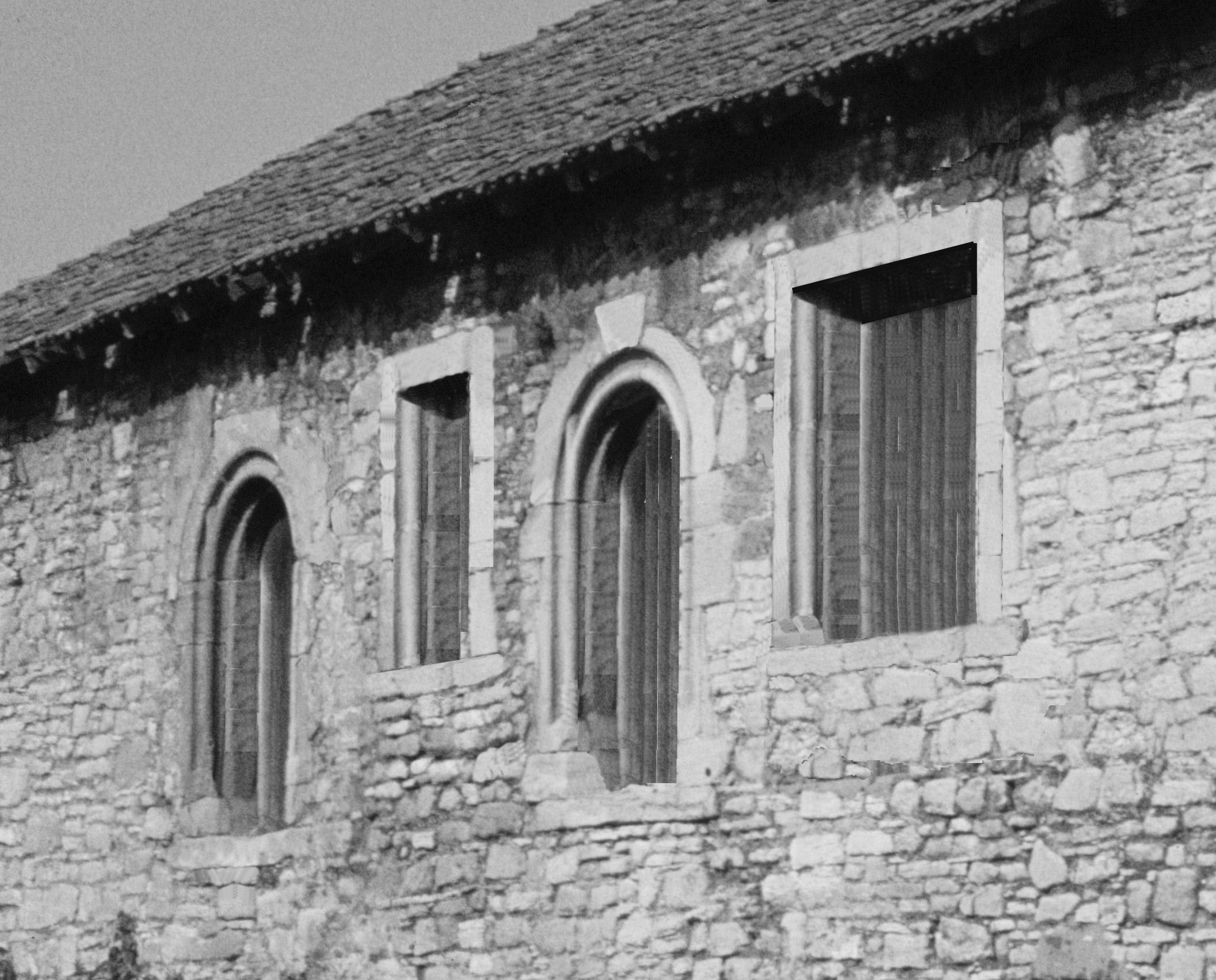
Teilansicht Westfassade 1. Geschoss (Rekonstruktion)
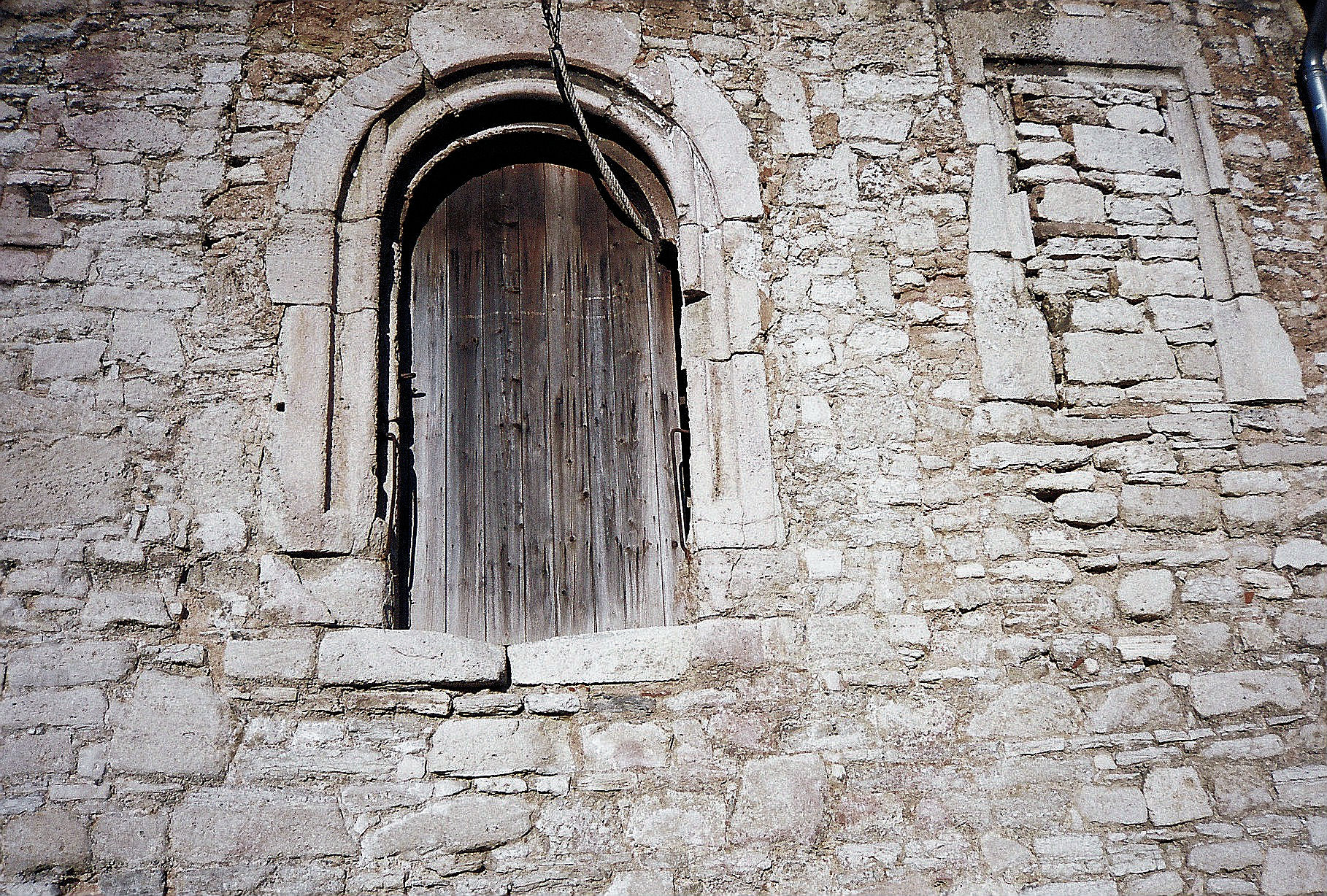
Portal zum Obergeschoss, westliche Seite (2000)
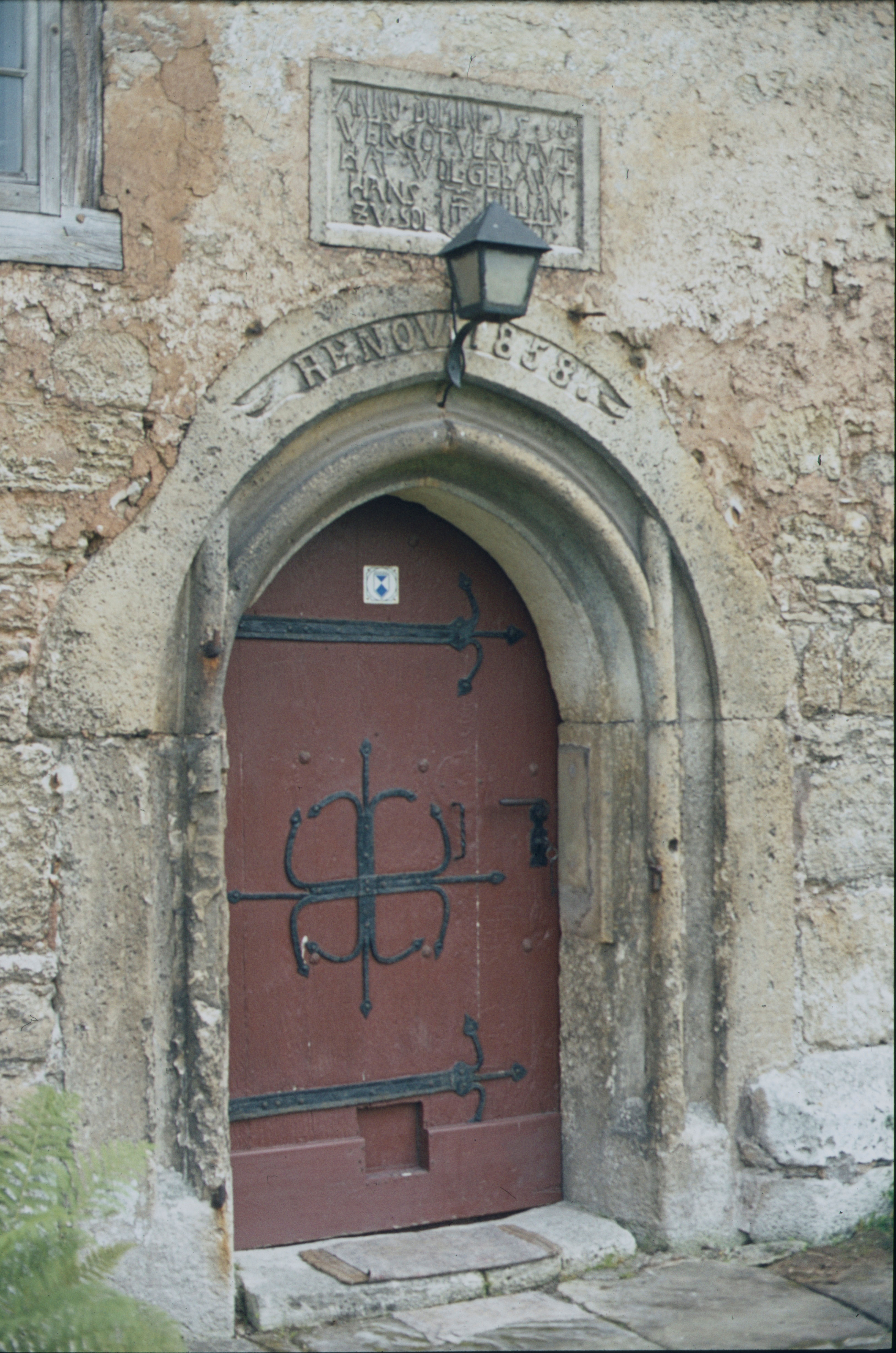
Eingangsportal Kirche St. Anna (1984)
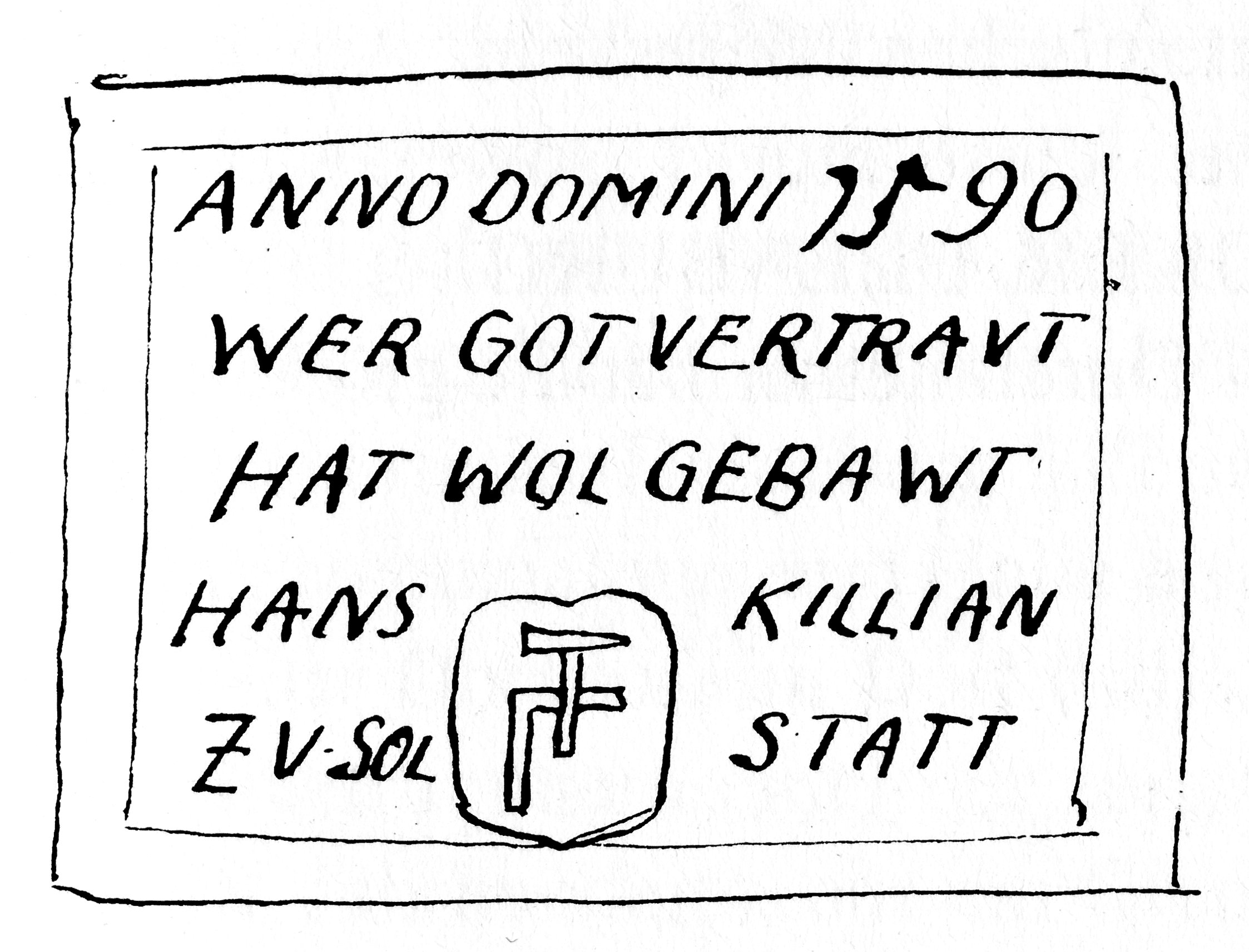
Inschrift über Kirchenportal St. Anna
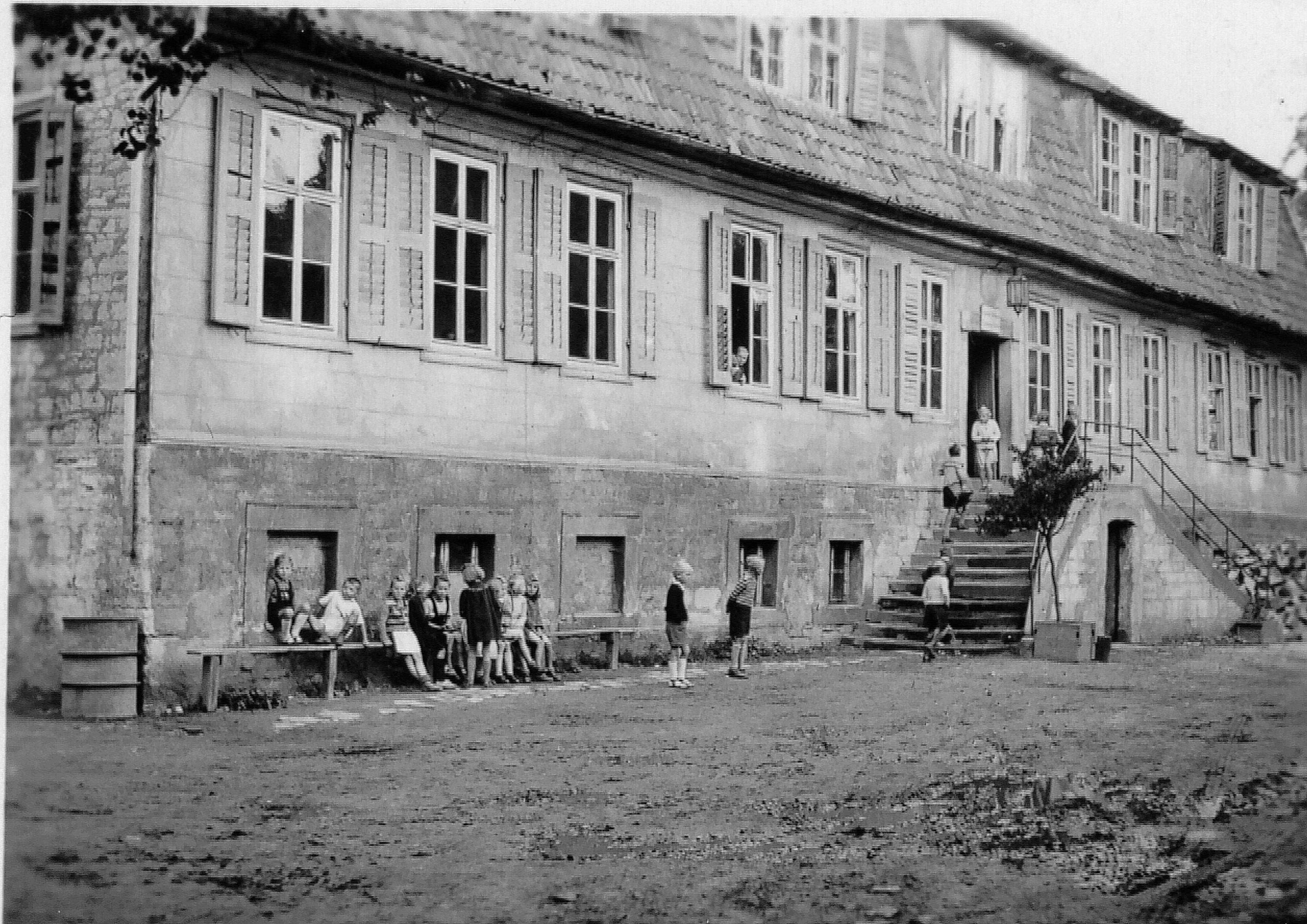
Ehemaliges Schloss, ab 1946 Schulhaus (1948)
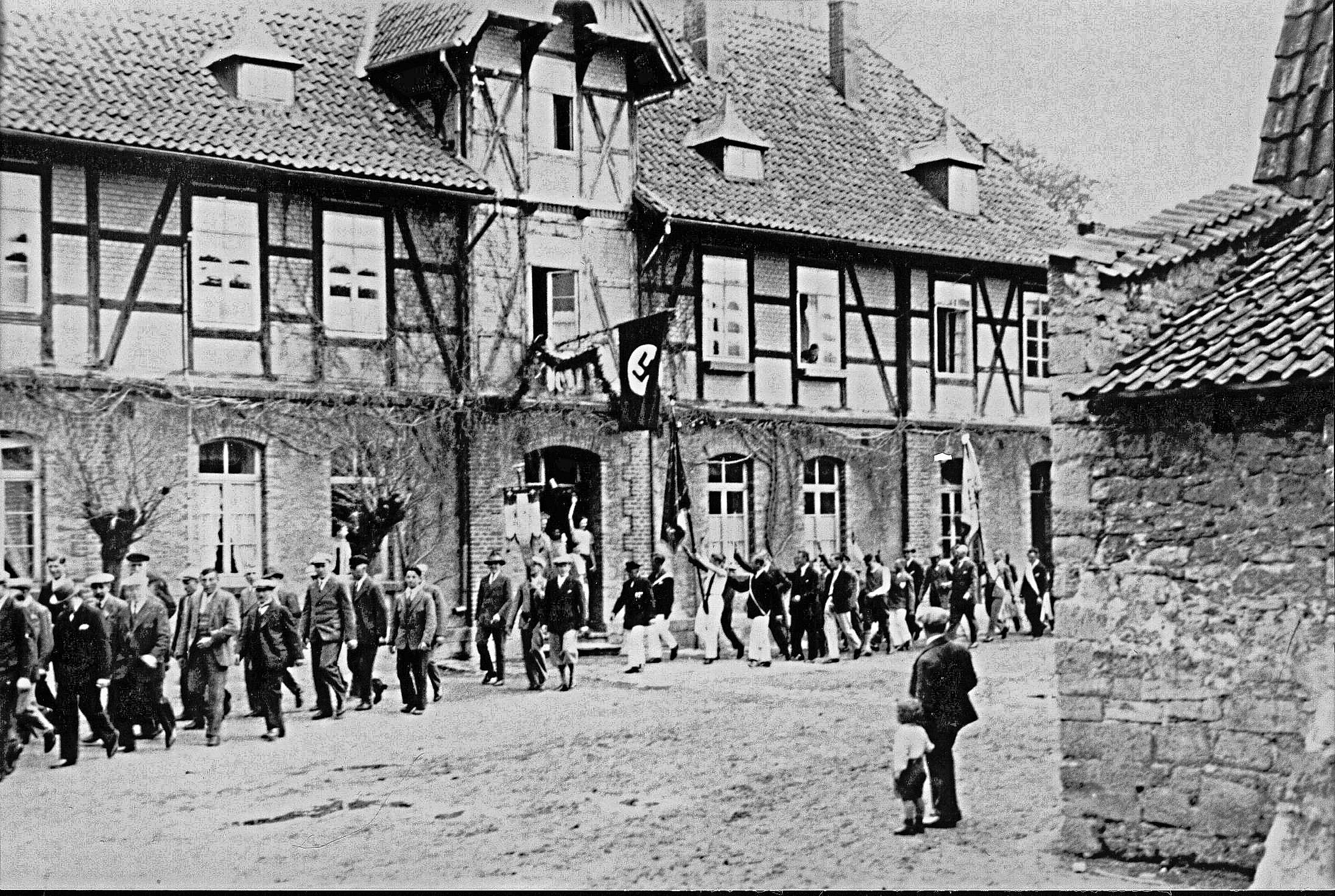
Gutspächterhaus aus Südwest (1939)
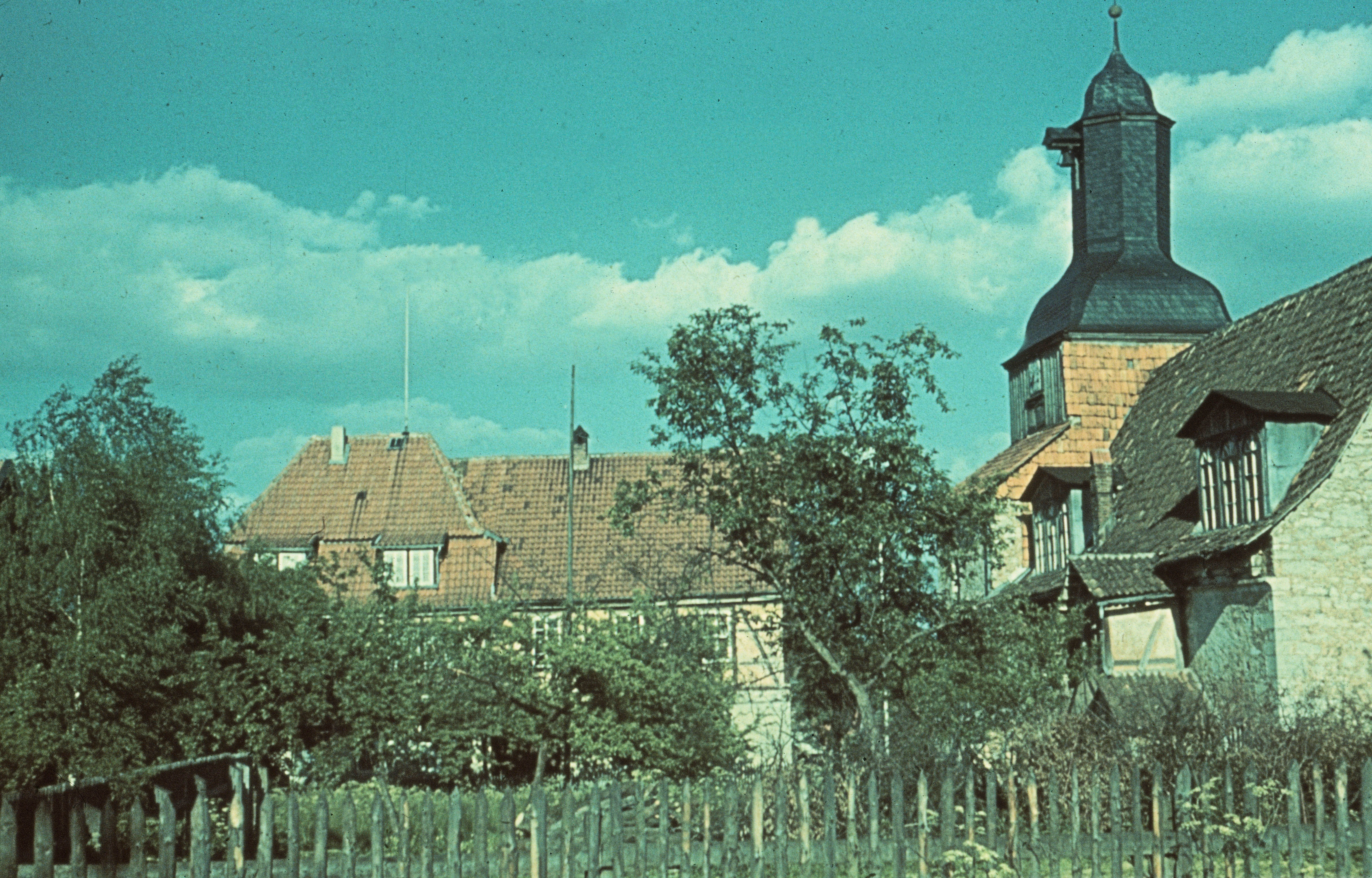
Kirche St. Anna aus Westnordwest (1940)
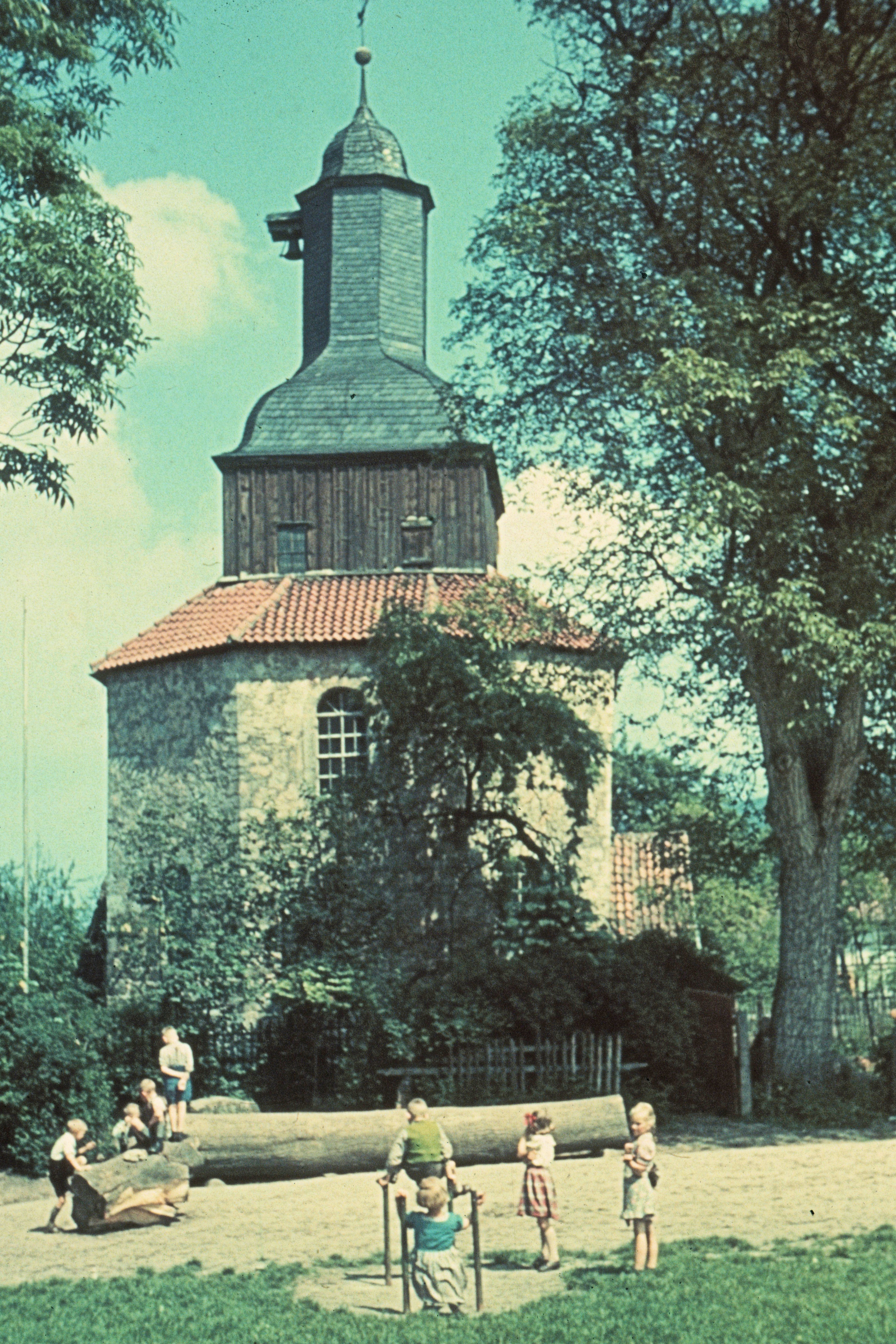
Kirche St. Anna aus Ost (1940)
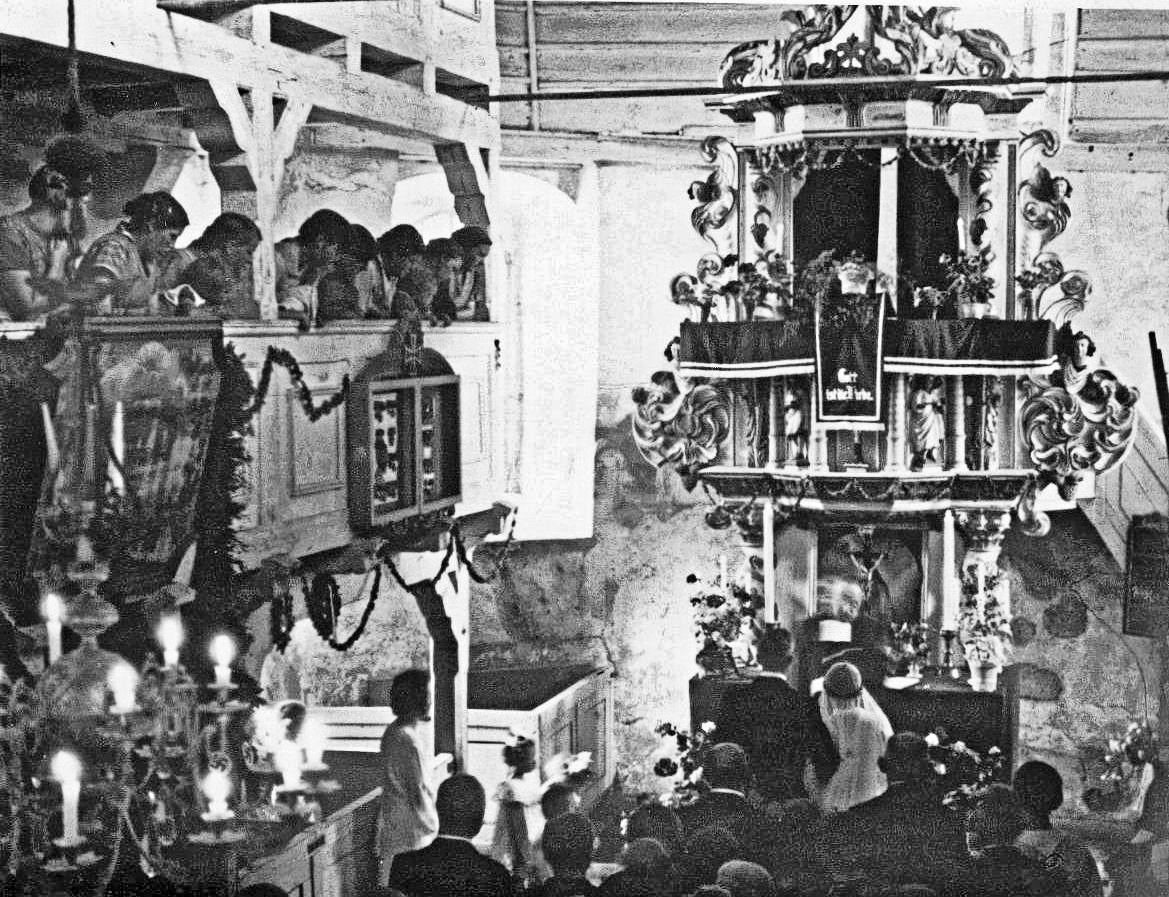
Kirchen-Innenansicht (1934)
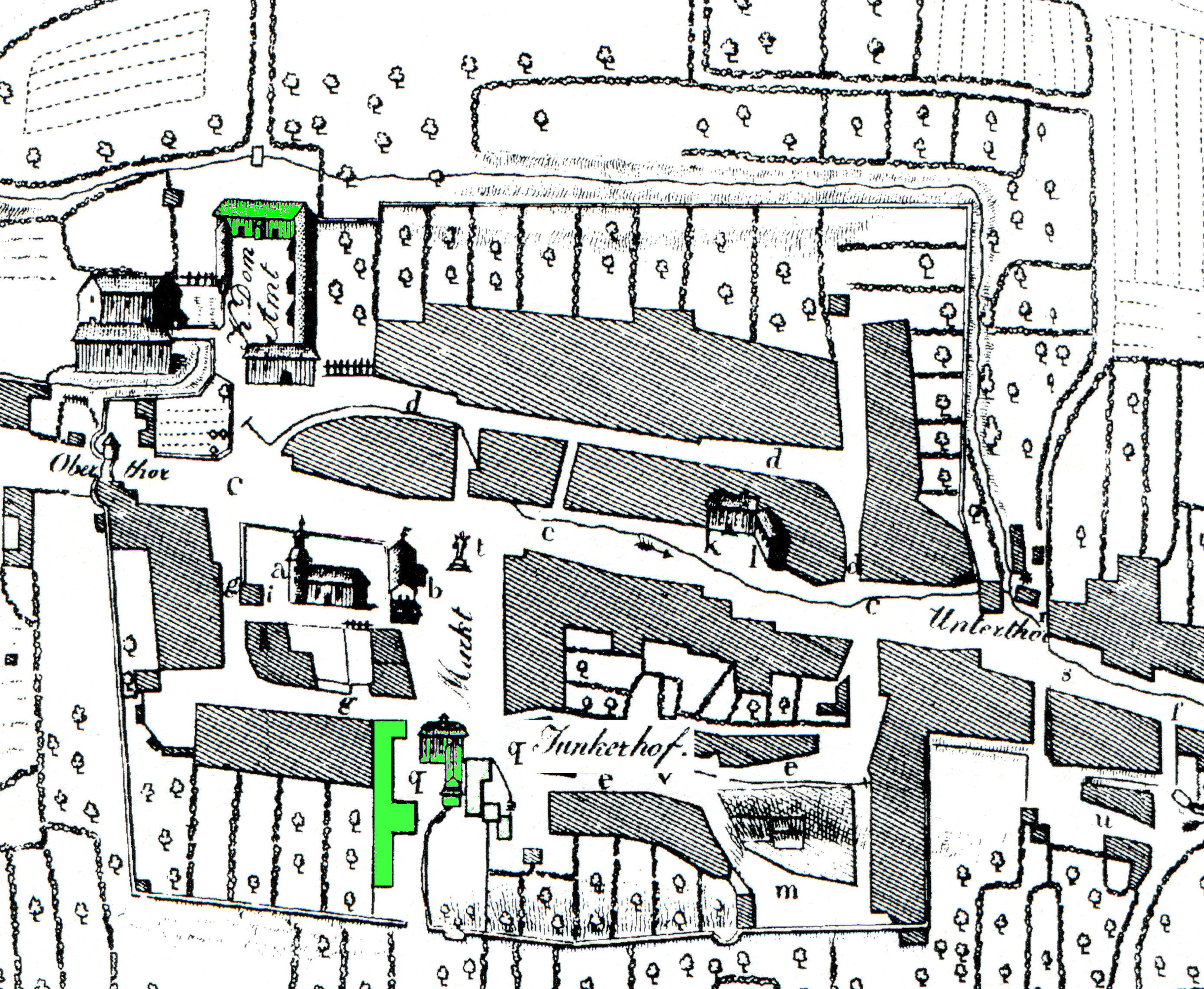
Lage Patrimonialgericht und Junkerhof Worbis im 16. Jahrhundert